# Ikast-Brande Kommune
Die Ikast-Brande Kommune ist eine dänische Kommune in Jütland. Sie entstand am 1. Januar 2007 im Zuge der Kommunalreform durch Vereinigung der bisherigen Kommune Nørre-Snede im Vejle Amt mit Brande und Ikast im Ringkjøbing Amt.
Die Ikast-Brande Kommune hat eine Gesamtbevölkerung von 43.009 Einwohnern (Stand 1. Januar 2025) und eine Fläche von 733,50 km². Sie ist Teil der Region Midtjylland. Der Sitz der Verwaltung ist in Ikast.

## Kirchspielsgemeinden und Ortschaften in der Kommune
Auf dem Gemeindegebiet liegen die folgenden Kirchspielsgemeinden (dän.: Sogn) und Ortschaften mit über 200 Einwohnern (byer nach Definition der dänischen Statistikbehörde); Einwohnerzahl am 1. Januar 2025, bei einer eingetragenen Einwohnerzahl von Null hatte der Ort in der Vergangenheit mehr als 200 Einwohner:
| Sogn             | Einwohner | Ortschaft            | Einwohner  |
| ---------------- | --------- | -------------------- | ---------- |
| Blåhøj Sogn      | 768       | Blåhøj               | 367        |
| Brande Sogn      | 8.265     | Brande               | 7.394      |
| Bording Sogn     | 3.228     | Bording              | 2.439      |
| Ejstrup Sogn     | 2.465     | Ejstrupholm Gludsted | 1.710 319  |
| Engesvang Sogn   | 3.040     | Engesvang Pårup      | 2.190 239  |
| Fonnesbæk Sogn   | 5.493     | Uhre                 | 260        |
| Ikast Sogn       | 11.410    | Ikast Tulstrup       | 16.808 617 |
| Ilskov Sogn      | 1.075     |                      |            |
| Isenvad Sogn     | 1.356     | Isenvad              | 702        |
| Klovborg Sogn    | 976       | Klovborg             | 516        |
| Nørre-Snede Sogn | 2.452     | Hampen Nørre Snede   | 333 1.912  |

1. 1 2  
Fonnesbæk Sogn wurde vom Ikast Sogn am 20. November 1994 abgeteilt. Das bezieht sich nur auf die kirchlichen Belange. In ihrer Eigenschaft als Matrikelsogne, also als Grundbuchbezirke der Katasterbehörde Geodatastyrelsen, wirken sich seit Abschaffung der Hardenstruktur 1970 solche Änderungen nicht mehr aus.

## Wirtschaft
In der Kommune hat unter anderem der Bekleidungskonzern Bestseller seinen Sitz. Im April 2019 wurde bekannt, dass Bestseller plant, in Brande das mit 320 Metern höchste Gebäude Westeuropas zu bauen.